# هیوندای آی۴۰
هیوندای آی۴۰ (به انگلیسی: Hyundai i40) (به کره‌ای: 현대 i40) خودرویی از هیوندای موتور است که در سال ۲۰۱۱ و بر مبنای سوناتای نسل ششم و برای قشر متوسط اروپا با کیفیتی بهتر نسبت به سایر محصولات هیوندای عرضه گشت. این خودرو در کلاس خودروی اندازه متوسط قرار می‌گیرد و در اصل نسخه اروپایی هیوندای سوناتا است و بر روی پلت فرم همین خودرو واقع گردیده‌است. این خودرو در دو مدل استیشن و سدان عرضه می‌گردد. این خودرو از جلو بسیار شبیه به هیوندای الانترا است و با وجود نه ایربگ، در سال ۲۰۱۱ موفق به کسب پنج ستاره ایمنی از سازمان یورو ان سی ای پی شد، همانند سوناتا که در سال ۲۰۱۵ توسط همین سازمان تست گردید و موفق به کسب همین مقدار ستاره شد. با این تفاوت که تعداد ایربگ‌های سوناتا کمتر از آی۴۰ است. مانیتور این خودرو ۷ اینچ و مانیتور سوناتا ۸ اینچ دارد. از درون کابین این خودرو هم نمی‌توان شباهتی با سوناتا یافت و می‌توان گفت کابین و طراحی خارجی این خودرو بیشتر به گرانجور شبیه است
آسان موتور مدتی این خودرو را در هردو مدل به ایران با قیمتی در حدود ۱۷۰ میلیون تومان وارد می‌کرد. اما بعلت قیمت بالای این خودرو نسبت به هیوندای سوناتا، مردم ایران از این خودرو آنچنان استقبالی نکردند که نهایتاً به توقف عرضه این خودرو در ایران منجر گردید.

## گیربکس‌ها
| موتور               | گیربکس                        |
| موتورهای بنزینی     | موتورهای بنزینی               |
| ------------------- | ----------------------------- |
| Gamma 1.6 GDi       | ۶ سرعته دستی                  |
| Nu 2.0 GDi          | ۶ سرعته دستی-۶ سرعته اتوماتیک |
| Nu 2.0 MPi          | ۶ سرعته دستی-۶ سرعته اتوماتیک |
| موتورهای دیزلی      |                               |
| UII 1.7 CRDi (Low)  | ۶ سرعته دستی                  |
| UII 1.7 CRDi (High) | ۶ سرعته دستی-۶ سرعته اتوماتیک |

## موتورها
| مدل                                       | حجم موتور                                                | قدرت موتور                                            | گشتاور                                                           |
| موتورهای بنزینی                           | موتورهای بنزینی                                          | موتورهای بنزینی                                       | موتورهای بنزینی                                                  |
| ----------------------------------------- | -------------------------------------------------------- | ----------------------------------------------------- | ---------------------------------------------------------------- |
| Gamma 1.6 GDi                             | ۱٬۵۹۱ سانتی‌متر مکعب (۹۷٫۱ اینچ مکعب) I4 (1.6 Gamma GDi)  | ۱۳۵ اسب بخار متری (۹۹ کیلووات؛ ۱۳۳ اسب بخار) at 6300  | ۱۶٫۸ کیلوگرم متر (۱۶۵ نیوتن متر؛ ۱۲۲ پوند نیرو-فوت) at 4850      |
| Nu 2.0 GDi (sedan)                        | ۱٬۹۹۹ سانتی‌متر مکعب (۱۲۲٫۰ اینچ مکعب) I4 (2.0 NU GDi)    | ۱۷۸ اسب بخار متری (۱۳۱ کیلووات؛ ۱۷۶ اسب بخار) at 6500 | ۲۱٫۸ کیلوگرم متر (۲۱۴ نیوتن متر؛ ۱۵۸ پوند نیرو-فوت) at 4700      |
| Nu 2.0 GDi (Estate)                       | ۱٬۹۹۹ سانتی‌متر مکعب (۱۲۲٫۰ اینچ مکعب) I4 (2.0 NU GDi)    | ۱۷۸ اسب بخار متری (۱۳۱ کیلووات؛ ۱۷۶ اسب بخار) at 6500 | ۲۱٫۷ کیلوگرم متر (۲۱۳ نیوتن متر؛ ۱۵۷ پوند نیرو-فوت) at 4700      |
| Nu 2.0 MPi (sedan)                        | ۱٬۹۹۹ سانتی‌متر مکعب (۱۲۲٫۰ اینچ مکعب) I4 (2.0 NU GDi)    | ۱۶۶ اسب بخار متری (۱۲۲ کیلووات؛ ۱۶۴ اسب بخار) at 6500 | ۲۰٫۵ کیلوگرم متر (۲۰۱ نیوتن متر؛ ۱۴۸ پوند نیرو-فوت) at 4800      |
| Nu 2.0 MPi (Estate)                       | ۱٬۹۹۹ سانتی‌متر مکعب (۱۲۲٫۰ اینچ مکعب) I4 (2.0 NU GDi)    | ۱۶۶ اسب بخار متری (۱۲۲ کیلووات؛ ۱۶۴ اسب بخار) at 6500 | ۲۰٫۴ کیلوگرم متر (۲۰۰ نیوتن متر؛ ۱۴۸ پوند نیرو-فوت) at 4800      |
| موتورهای دیزلی                            |                                                          |                                                       |                                                                  |
| UII 1.7 CRDi (Low)                        | ۱٬۶۸۵ سانتی‌متر مکعب (۱۰۲٫۸ اینچ مکعب) I4 (1.7 U II CRDi) | ۱۱۵ اسب بخار متری (۸۵ کیلووات؛ ۱۱۳ اسب بخار) at 4000  | ۲۶٫۵ کیلوگرم متر (۲۶۰ نیوتن متر؛ ۱۹۲ پوند نیرو-فوت) at 1250–2750 |
| UII 1.7 CRDi (High) 6 Speed Automatic FWD | ۱٬۶۸۵ سانتی‌متر مکعب (۱۰۲٫۸ اینچ مکعب) I4 (1.7 U II CRDi) | ۱۴۰ اسب بخار متری (۱۰۳ کیلووات؛ ۱۳۸ اسب بخار) at 4000 | ۳۳ کیلوگرم متر (۳۲۴ نیوتن متر؛ ۲۳۹ پوند نیرو-فوت) at 2000–2500   |
| UII 1.7 CRDi (High) 6 Speed Manual FWD    | ۱٬۶۸۵ سانتی‌متر مکعب (۱۰۲٫۸ اینچ مکعب) I4 (1.7 U II CRDi) | ۱۴۰ اسب بخار متری (۱۰۳ کیلووات؛ ۱۳۸ اسب بخار) at 4000 | ۳۳ کیلوگرم متر (۳۲۴ نیوتن متر؛ ۲۳۹ پوند نیرو-فوت) at 2000–2500   |

## امکانات رفاهی آی۴۰[۴]
| کیسه‌های هوا (نوع و تعداد)     | ۹ عدد: راننده، سرنشین کناری، جانبی برای هر چهار صندلی، پرده‌ای و زانویی |
| سیستم‌های پایداری و کمک راننده | HAC , BAS , ESC , ABS , EBD , LKAS, ESP |
| سیستم‌های امنیتی و حفاظتی      | دارای سیستم کلید هوشمند و مجهز به استارت دکمه‌ای و دارای سیستم ضد سرقت، قفل و باز کردن دربها بدون کلید، ستون جمع شونده فرمان در هنگام تصادف، قفل فرمان خودکار                                                       |
| سیستم فرمان و هدایت پذیری     | قدرت کمکی الکترو هیدرولیکی به همراه سیستم هوشمند الکترونیکی فرمان و سیستم حساس به سرعت |
| نوع غربیلک                    | ۴ شاخه لوکس به همراه تنظیم تلسکوپی در ۲ حالت، دارای ریموت کنترل صوتی از روی غربیلک فرمان، دارای روکش چرمی، گرمکن فرمان                                                                                             |
| سیستم‌های تهویه مطبوع          | دارای سیستم تهویه مطبوع کنترل اتوماتیک، کولر دوال، دارای سیستم خروجی مجزا برای سرنشینان عقب، دارای سیستم کنترل کیفیت هوا                                                                                           |
| سیستم صوتی و تصویری           | سیستم صوتی مجهز به ۴ بلندگو و ۲ عدد تیونر، قابلیت پخش CD با چنجر، دارای پورت USB , AUX , iPod Cable |
| سیستم‌های مولتی مدیا           | مانیتور ۴٫۱ اینچی با وضوح بالا و کنترل به صورت لمسی، GPS |
| سیستم صندلیهای جلو            | دارای سیستم هوشمند پشت سری‌ها برای جلوگیری از صدمات تصادف، دارای روکش چرم، صندلی راننده دارای تنظیم برقی، دارای سیستم گرمکن صندلی‌ها با قابلیت تنظیم گودی کمر، دو حافظه تنظیم صندلی برای راننده، سردکن صندلی های جلو |
| سیستم صندلیهای عقب            | دارای روکش چرم، دارای پشت سری فعال و هوشمند، دارای قابلیت تا شوندگی، دارای کنسول تا شونده میانی و مسیر دسترسی به صندوق عقب، گرمکن صندلی های عقب                                                                    |
| سیستم آیینه‌ها                 | تنظیم برقی آیینه‌ها به همراه گرمکن، سیستم جمع شوندگی آینه‌ها به همراه راهنما، آيینه الكتروكرماتيك به همراه نمايشگر دوربين عقب                                                                                        |
| سیستم شیشه‌ها                  | شیشه بالابر جلو و عقب برقی به همراه سیستم قطع‌کنندگی بالابر، سیستم یخ زدایی شیشه‌های جلو |
| سیستم‌های سقف                  | سانروف با قابلیت تنظیم و دارای سیستم ایمنی محافظت از آسیب |
| سیستم روشنایی جلو             | دارای سیستم کنترل اتوماتیک نور چراغها، سیستم AFLS، دارای سیستم شستشو، دارای مه‌شکن، مجهز به چراغهای روشنایی در زیر دربها، دارای سیستم گردش خودکار چراغ‌ها در پیچ                                                     |
| سیستم روشنایی عقب             | چراغهای LED، همراه مه‌شکن |
| سنسورهای پیش فعال             | مجهز به سنسور باران جهت کارکرد اتوماتیک برف پاک کن‌ها |
| سیستم‌های کمک رانندگی          | مجهز به سنسور پارک جلو و عقب، سیستم کروز کنترل هوشمند با قابلیت حفظ فاصله با خودروی مقابل، امکان تعویض دنده از روی فرمان، پرده عقب برقی، Auto Hold                                                                 |